# دله آمریکایی
دله آمریکایی (نام علمی: Martes pennanti) نام یک گونه از سرده سمور است.